# نظرية إم

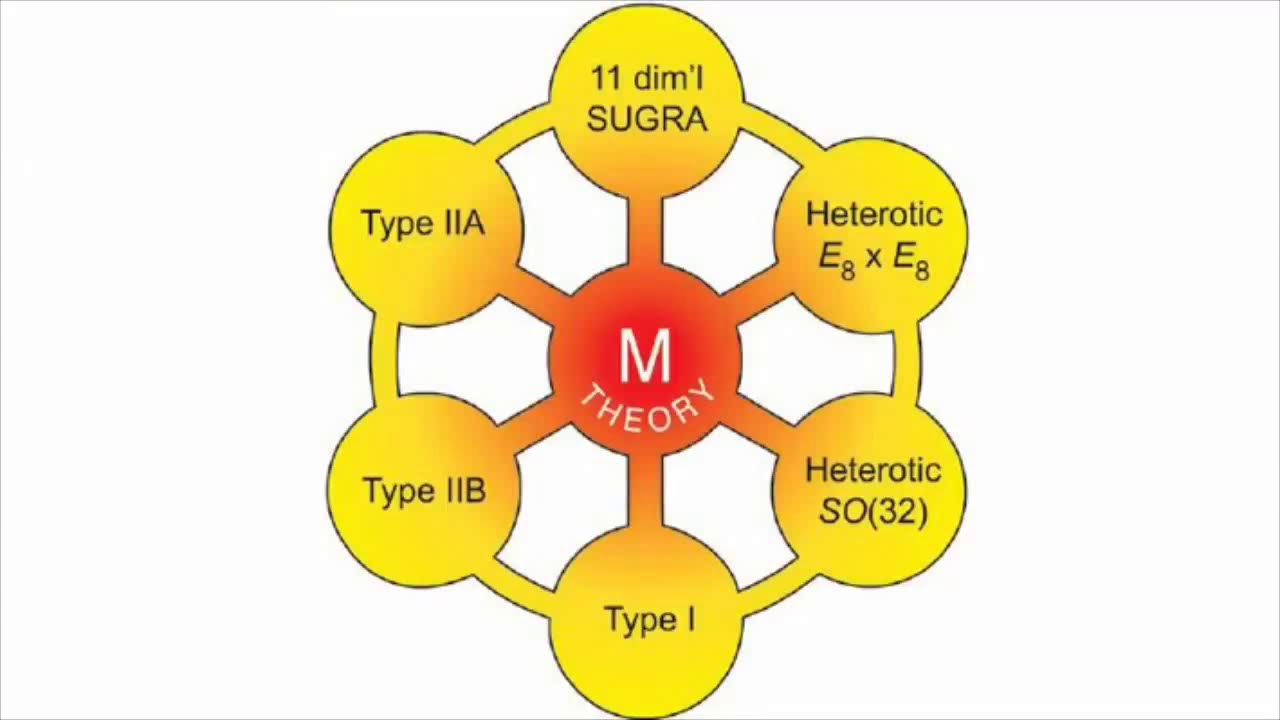
Theory of M

نظرية - إم (بالإنجليزية: M-theory)‏ واحدة من الحلول المقترحة لنظرية كل شيء التي يفترض بها أن تدمج نظريات الأوتار الفائقة الخمس مع الأبعاد الأحد عشر للثقالة الفائقة Supergravity.
قدمت النظرية من قبل الأستاذ إدوارد ويتن الذي يصرح شخصياً بأن هذه النظرية ما تزال تحتاج للكثير من العمل الرياضي وإيجاد أدوات رياضية جديدة لتطوير وإدراك مضامين هذه النظرية.

## فكرة مبسطة حول النظرية
نظرية - إم واحدة من الحلول المقترحة لنظرية كل شيء التي يفترض بها أن تدمج نظريات الأوتار الفائقة Superstrings الخمس مع الأبعاد الأحد عشر للثقالة الفائقة Supergravity. قدمت النظرية من قبل الأستاذ إدوارد ويتن الذي يصرح شخصيا بأن هذه النظرية ما تزال تحتاج للكثير من العمل الرياضي وإيجاد أدوات رياضية جديدة لتطوير وإدراك مضامين هذه النظرية.
من المعلوم أن نظرية الأوتار جاءت كمحاولة ناجحة جدا لتوحيد القوى الأساسية الأربع (الكهرومغناطيسية-النووية القوية -النووية الضعيفة- الجاذبية) في عشرة أبعاد وتظل هي الأمل الوحيد في توحيدها والدمج ما بين ميكانيكا الكم التي تصف القوى الثلاث والنسبية العامة التي تصف مبدأ الجذب العام لنيوتن دحضا، ولكن لماذا ظهرت نظرية-إم ؟ سؤال الظهور والبروز و الوجود سؤال يجول في عوالمنا الكونية، فنظرية-إم تجلى ظهورها بعد بروز خمس معادلات في نظرية الأوتار وبالتالي تكونت خمس نظريات وكل نظرية تحمل معادلة معينة تخول لها تفسير محتوياتها من التعنين، فكل من هذه المعادلات النظرية تصف شيئا محددا فكان ذلك عبارة عن مشكلة ومعضلة في جب نظرية الأوتار حيث أن اكتمالها لا ولن يتم إلا بالجمع بين النظريات والمعادلات الخمس للأوتار، أي الجمع بين النموذج الأول من نظرية الأوتار، والنموذج الثاني A من نظرية الأوتار، والنموذج الثاني B من نظرية الأوتار، إضافة إلى نظرية الأوتار HE, و نظرية الأوتار HO . في البداية ظهرت العديد من الظنون التي تقتضي بأن كل معادلة من النظريات الخمس للأوتار مستقلة ولا تجتمع في شيء معين ليتم الدمج والمزج بين محتويات هاته النظريات والمعادلات الخمس، والسؤال الآخر هو لماذا قوى الجاذبية تكون ضعيفة جداً بحسب المرجع المكاني المتخذ، وكيف يستطيع مغناطيس صغير رفع مسمار من على الأرض رغم صغر حجمه وقوته الجذبوية الضعيفة مقارنة بالأرض وحجمها الكبير ومنطلق مراكزها الجذبوية ذات تأثير جذبوي عالي على الماديات الباريونية ؟
تبين لاحقاً التكافؤ المنعقد بين المعادلات الخمس التي تكون وتجمع النظريات الخمس للأوتار . و في عام 1995 طرح إدوارد ويتين نظرية-إم كنظرية ذات أبعاد مضافة تلخص العلاقات بين النظريات الخمس فيما يعرف بالازدواجيات أو المثنويات التي تزيل الفروق مثل : المثنوية-T التي تزيل الفروق بين المسافات الصغيرة والكبيرة والمثنوية-S التي تزيل الفروق بين التفاعلات القوية والضعيفة وكذا نظرية الثقالة الفائقة ومن ثم تولدت نظرية-إم التي توحد الأنواع الخمس من نظرية الأوتار الفائقة حيث أن عدد الأبعاد فيها يكمن في 11 بُعد بَعدَ أن أضيف بعد آخر لها حيث أن البعد المضاف على الأبعاد العشرة القبلية يسهم في الرفع من التمددات الطارئة على مستوى الأنسجة الوترية للماديات الكونية .

## أصل الحرف إم
لا يوجد معنىً حقيقي لحرف إم، حتى إدوارد ويتن لم يعلم تماماً ما هو حرف إم في اقتراحه الاسم M-theory، (مع أنه صرح في أحد المرات مازحاً أن حرف إم يدل على الغموض والسحر والتشويق mystery).
يُعتقد أيضا أن حرف إم يعني الغشاء MEMBRANE , وعليه سميت النظرية بنظرية الغشاء، فبحسب النظرية نحن نعيش بعالم داخل غشاء من 11 بُعد في كون مؤلف من عدة أغشية في أبعاد أكبر، وهذه الأغشية تتحرك حركة معقدة جداً، لانستطيع أن نشعر بها.
في الحقيقة الجسيمات التي نتكون منها لا تستطيع الانتقال والدخول إلى عده أغشية أخرى لأن تكوين جسيماتنا عبارة عن أوتار مفتوحة، غير قادره على الانتقال، رغم أن الاغشية (كما يُعتقد) متصلة ببعضها البعض ومتداخلة.

## نتائج النظرية
إذا كان الكون عبارة عن غشاء فلماذا نرى الأشياء منفصلة ؟
تفسر النظرية هذا بأن جسيماتنا تستقبل ترددات الجسيمات التي لها نفس التردد ولا تستقبل الترددات الأخرى، بالتالي فإن هذه الأوتار لاتستطيع الانتقال بعكس الأوتار المغلقة من مثل جسيم الجرافيتون الحامل للجاذبيه.
إذاً تم حل لغز ضعف الجاذبية، فالجرافيتون هو وتر مغلق ينتقل عبر الأغشية إلى أكوان أخرى موازية، أي أن ضعف الجاذبية سببه تأثير جرافيتونات الغشاء الآخر .
كيف تستطيع النظرية استيعاب الانفجار العظيم ؟
ببساطة كان هنالك غشاء مماثل لغشائنا حجما فحدث اصطدام مهول بينهما أدى إلى انفجار عظيم في غشائنا بالتالي فإننا نستنتج أن هناك عدد هائل من ولادات أكوان أخرى .
رغم هذه النتائج ومع أن نظرية-إم وحدت النظريات الخمس إلا أنها تصف الأوتار ذات الطاقات المنخفظة وتفشل في وصف الأوتار ذات الطاقات العالية ولهذا يجب أن تتطور هذه النظرية لتصبح مكتملة، باستخدام صيغ رياضية جديدة .

## شرح النظريات الخمس للأوتار والعلاقة التي تجمع فيما بينها
```
نظرية الأوتار البوزونية
```

```
النظرية البوزونية هي نظرية تصف البوزونات فقط (أي الجسيمات البوزونية التي تتبع إحصاء بوز-أينشتاين ) و لا تصف أي نوع من الفرميونات(الجسيمات الفرمية التي تتبع إحصاء فيرمي-ديراك ) حيث أن أبعادها تكمن في 26 بعد حيث أن هاته الأبعاد لا تملك أي تماثل أو أي تناظر تماثلي فيما بينها، والتماثل الفائق يعني أن لكل بوزون موجب نظير سالب فرميوني، وهذا لا يتواجد على مستوى نظرية نظرية الأوتار البوزونية، وعند إدخال التماثل الفائق تظهر نظرية جديدة تسمى نظرية الأوتار الفائقة تتكون من 10 أبعاد .
```

```
نظرية الأوتار البوزونية تعتبر الوتر جسيم ذري عبارة عن ذرة جسيمية ويفترض أن هذا الجسيم يسير بسرعة تفوق القوة النوعية المسرعة لسرعة الضوء ضوء . كما أن نظرية الأوتار البوزونية تصف الأوتار المفتوحة والمغلقة، وعند إدخال التماثل الفائق تنتهي النظرية وتظهر نظرية الأوتار الفائقة التي تشمل النظريات الخمس بمعادلاتها المتتالية .
```

```
* 
النموذج الأول من نظرية الأوتار
```

```
النموذج الأول من نظرية الأوتار هو نموذج من عشرة أبعاد يصف الأوتار المفتوحة ذات النهايتين والأوتار المغلقة التي ليس لها تملك أية نهاية على الإطلاق، هذا ما يجعلها مميزة ومختلفة عن باقي النظريات الأخرى كالنموذج الثاني A من نظرية الأوتار والنموذج الثاني B ) ، حيث يكمن الفرق فيما بين النموذج الأول من نظرية الأوتار والنموذج الثاني في التواجد المحدث من طرف ذرة التاكيون .
```

- النموذج الثاني من نظرية الأوتار

```
في البداية النموذجين باثنينهما يصفان الأوتار المفتوحة في عشرة أبعاد . حيث تختلف الفرميونات بطبيعتها وفي هذه الحالة نتحدث عن الفرميونات العديمة الكتلة مع وجود اختلاف صغير في معادلات النظريات الخمس للأوتار حيث يتصل النموذجان الثاني A و B عن طريق المثنوية-T .فإذا كان النموذج الثاني من نظرية الأوتار A يضاهي ويماثل النموذج الثاني من نظرية الأوتار B فإنه بإمكاننا القول إن وجد قطر دائره R فإن النتيجة التي يمكن استخلاصها من النموذج الثاني A هي ذاتها التي يمكن استخلاصها من النموذج الثاني B لكن اطراديا مع هذا الأخير حيث أن قطر الدائرة R في النموذج الثاني A المستخلص يصبح 1/R في النموذج الثاني B (حسب المثنوية ) فإذا وصفنا فضاء بالنموذج الثاني A من نظرية الأوتار فإنه يوصف بشكل آخر طبقا لمبادئ النموذج الثاني B من نظرية الأوتار، أي أن ما استخلص من النموذح الثاني A يوصف في النموذج الثاني B لنظرية الأوتار بشكل مكافئ بالرغم من أن اختلافيه هما اللذان يعطيان سمتا الوجود للنظريتين الثانويتين A و B. هذا بسبب النتائج التالية : * - النتائج المستخلصة هي ذاتها التي تكمن في كل من الفيزياء الكمية والميكانيكا الكلاسيكية .*- يمكن أن يبنى حيز من الفضاء بلصق الحلقات المرئية فيما بينها .
```

التقصي والوصول لنظريتي الأوتار HO و HE
```
نظرية الأوتار HO و HE يمكن أن يتصلا مع بعضهما البعض أيضا عن طريق المثنوية-T فلو كانت نظرية HO تصف نصف قطر دائره R فإننا نيتخلص ذات النتيجة عندما يتم وصف نصف قطر دائره 1\R ، فتكون لدينا الآن ثلاث نظريات وهي : نظرية الأوتار الأولى والأوتار الثانية ونظرية الأوتار HO بعد الدمج الملحق بين النظريات الخمس للأوتار، ففي استطاعتنا استخدام مبادئ المثنوية لكنها ليس بالمثنوية T بل المثنوية-S حيث تجمع بين نظرية الأوتار الأولى والثانية لتصف بذلك التفاعلات القوية التي تحدث بين الجسيمات حيث يمكن بنظرية الأوتار HO ملاحظة ورصد هذه التفاعلات الشديدة .
```

```
يتبقى بعد هذا العمل بين النظريات الخمس نظريتين فقط نظرية الأوتار الثانية والأوتار HO والمذهل أيضا انه يمكن توحيدهما فتقريبا هما أيضا بالاستطاعة توحيدهما بخطوه أخيرة ومهمه للوصول للنظرية الأخيرة والشاملة التي تجمع وتشمل كل النظريات الخمس.
```

المبادئ الأخيرة من سلسلة النظريات الخمس للأوتار
```
أهم خطوة للوصول لنظرية واحدة شاملة تصف كل ما يجول في الكون من ماديات كونية وحركيات ميكانيكية وديناميكية، وجب الإستئناس بنظرية الأوتار الفائقة الصغر بشكل لا يصدق، فإذا أراد أحدا أن يدرس الأوتار ولكن داخل طاقات منخفضة فمن الصعب الشعور بتلك الخيوط الجسيمية الممتدة، لذلك ستصبح عمليا ذات بعد لاشيئي مثل نقطة على وشك الإنعدام، لذلك ميكانيكا الكم تصف حدود الطاقة المنخفضة وهذه النظرية التي تصف حدود الطاقة المنخفضة تسمى نظرية المجال الكمومي، وفي مقابل ذلك نظرية الأوتار تصف تفاعلات الجذب العام المحدث على مستوى الجسيمات لهذا إذا أولا: يتوقع الحصول على نظرية الطاقة المنخفضة لتصف تفاعلات الجسيمات ذات الخلفيات الجاذبيه . *-ثانيا : نظرية الأوتار الفائقة يتواجد على متنها التماثل الفائق لذا يتوقع ظهور التماثل الفائق في الطاقات الضعيفة وهذا ما يعطي أن تقريب الطاقات المنخفضة في نظرية الأوتار الفائقة يعطينا نظرية الجاذبية أو الثقالة الفائقة.
```

- كل هذه النظريات الخمس المشمولة في نظرية الأوتار تدرس محتوياتها في 11 بعدا بدل 10 أبعاد .

## نظرية الأوتار البوزونية
نظرية الأوتار البوزونية تصف البوزونات ولا تستوعب الفرميونات، أبعادها 26 بعد ؛ بحيث أنه ليس هنالك أي تماثل فائق فيما بين هذه الأبعاد والتماثل الفائق يعني أن لكل بوزون موجب نظير سالب فرميوني والذي يعد أمرا محتم الوجود في نظرية الأوتار البوزونية . فعند توفر التماثل الفائق تظهر نظرية جديد تسمى الأوتار الفائقة تتكون من 10 أبعاد . و بالعودة لنظرية الأوتار البوزونية فهي في جل الحالات التي تدرسها تعتبر الوتر جسيم ذري عبارة عن ذرة جسيمية مفترضة تسمى بذرة التاكيون المفترضة التي يتم عد سرعتها أكبر من سرعة الفوتونات الضوئية .

## نظريه الأوتار النموذج الأول
النموذج الأول من عشرة أبعاد تصف الأوتار المفتوحة ذات النهايتين والأوتار المغلقة التي ليس لها نهاية وهذا ما يجعلها مميزة ومختلفة عن بقية النظريات الأخرى (كنظرية الأوتار النموذج الثاني A والنموذج الثاني B والبقية)
لايوجد جسيم تاكيوني

## نظريه الأوتار النموذج الثاني A و B
في البداية كل منهما يصف الأوتار المفتوحة في عشره ابعاد، الفرميونات العديمة الكتلة مع وجود اختلاف صغير في المعادلات يتصل النموذجان الثاني أي والثاني بي عن طريق ثنائية T.
فاذا كانت نظرية الأوتار الثانية A نصف نصف قطر دائره R فانه يخرج بنفس النتيجة في نظرية الوتار الثانية B عندما تصف نصف قطر دائره 1\R (حسب الثنائية) إذا وصفنا فضاء بنظرية الأوتار الثانية A فانه يوصف بشكل آخر بنظرية الأوتار الثانية B إذا النظرية الأوتار ثانية A تشعر بنفس شعور نظرية الأوتار الثانية B إذا الجسم الذي يوصف بنظرية الثانية أي لهو مكافؤ بالرغم من اختلافه في نظرية الثانية بي إذا هما تعطيان نفس سمات النظرية التحتيه.
هذا بسبب النتئج التالية : 1- ان النتائج الموجودة هي نفسها في مكانيكا الكم والتي هي بعيده عن الفزياء الكلاسيكيه.
2- يمكن أن يبنى فضاء بلصق حلقات مرئية يبعضها البعض.

## الوصول إلى نظريتين اوتار
نظرية الأوتار HO ونظرية الأوتار HE يمكن أن تتصلان مع بعضهما البعض أيضا عن طريق ثنائية T فلو كانت نظرية HO تصف نصف قطر دائره R فانه تماما نفس النتيجة عندما تصف نصف قطر دائره 1\R
إذا نظرية واحده فتبقى لدينا الآن ثلاث نظريات فقط : نظرية الأوتار الأولى والأوتار الثانية والأوتار HO
مره أخرى نستطيع استخدام الثنائية ولأكن ثنائية اس :
نظرية الأوتار الأولى تصف التفاعلات القوية بين الجسيمات يمكن أن يرى بنظرية الأوتار HO التي تصف التفاعلات الشديدة القوة بين الجسيمات باستخدام ثنائية S إذا نظرية اوتار HO تتضمن نظرية الأوتار الأولى

## نظريتين فقط
يتبقى بعد هذا العمل بين النظريات الخمس نظريتين فقط نظرية الأوتار الثانية والأوتار HO والمذهل أيضا أنه يمكن توحيدهما، إذ يمكن توحيدهما بخطوه أخيرة ومهمه للوصول للنظرية التحتية التي تجمع كل النظريات الخمس.

## الخطوة الأخيرة
أهم خطوه للوصول لنظرية واحدة تصف كل ما يجري في الكون، الأوتار فائقة الصغر بشكل لا يصدق، إذا أراد أحدٌ أن يدرس الأوتار داخل طاقات منخفضة، إذ من الصعب الشعور بها، تلك الخيوط أجسام ممتدة لذلك ستصبح عملياً ذات 0-إبعاد مثل نقطة. لذلك تصف ميكانيكا الكم حد الطاقة المنخفضة إذا هي النظرية التي تصف ميكانيكيه هذه النقاط أو الأوتار مثل هذه النظريات تسمى نظرية المجال الكمومي ونظرية الأوتار تصف وتفاعلات الجاذبيه لهذا إذا : أولا: يتوقع الحصول على نظرية الطاقة المنخفظة لتصف تفاعلات الجسيمات ذات الخلفيات الجاذبيه
ثانيا : نظرية الأوتار الفائقة فيها التماثل الفائق لذا يتوقع ظهور التماثل الفائق في الطاقات الضعيفة هذا يعطي نتيجه
إن تقريب الطاقات المنخفضة في نظرية الأوتار الفائقة يعطينا نظرية الجاذبيه الفائقة.

## نظرية الجاذبية أو الثقالة الفائقة
وصفت من قبل وارنر نام عام 1970 ؛ نظرية الأوتار الثانية A لها مكافئ طاقة منخفضة أي أن نظرية الجاذبية الفائقة ونظرية الأوتار الثانية B لها مكافئ طاقة منخفضة من 11 بعد، ونظرية الأوتار HE و HO تعطيان نظرية الأوتار الثانية A والثانية B مما يجعلهما متصلتان . يعني إذا أراد أحد ما دراسة زمكان من 11 بعد بالطاقة المنخفضة فإن دراسته ستعتمد على 10 أبعاد بالتقريب البعدي .
لخص إدوارد ويتين العلاقة كالتالي:
نظرية الأوتار الثانية A تعطينا مكافئ الطاقة المنخفضة (نظرية الأوتار الثانية A في الجاذبية الفائقة ونظرية HO) إذا باسخدام المثنوية-T سيتم دمج نظريتي الأوتار الثانية B و A في مجال الطاقات المنخفضة لنحصل على نظرية واحدة بعد الوصول إلى نظرية واحدة من 11 بعد ذات طاقة منخفضة تجمع كل النظريات إلا أنها لا زالت تفتقر للوصف في الطاقات العالية.